# St. Joseph (Hamburg-St. Pauli)

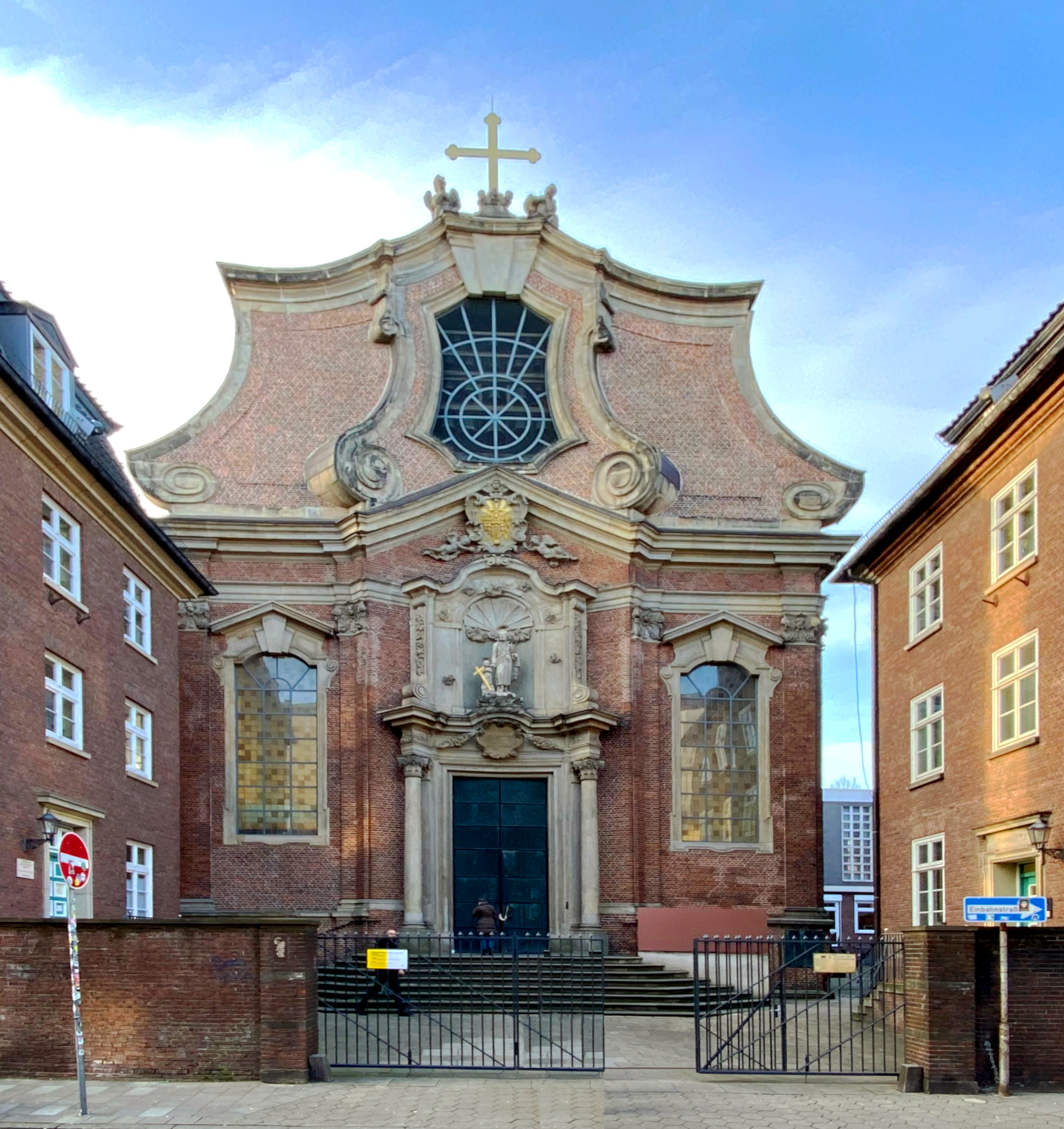
Fassade der St.-Joseph-Kirche zur Großen Freiheit

Die katholische St.-Joseph-Kirche wurde in den Jahren 1718–1723 als barockes Sakralgebäude an der Großen Freiheit in Altona errichtet; heute gehört dieser Ort durch Grenzverschiebung zum Hamburger Stadtteil St. Pauli.

## Geschichte der Kirche: Die Große Freiheit in Altona
Altona war bis zum Groß-Hamburg-Gesetz im Jahr 1937 eine eigenständige Stadt in der preußischen Provinz Schleswig-Holstein. Bis Mitte des 19. Jahrhunderts gehörte das Herzogtum Holstein zum Dänischen Gesamtstaat; obgleich das Herzogtum zusammen mit Altona bis 1806 innerhalb des Heiligen Römischen Reiches lag, lag die politische Herrschaft seit 1460 bei den dänischen Königen, die zugleich auch Herzöge von Schleswig und Holstein waren. König Friedrich III. von Dänemark verlieh in seiner Eigenschaft als Herzog von Holstein der katholischen Gemeinde von Altona im Jahr 1658 das Privileg der Glaubensfreiheit und wies ihr einen Bauplatz auf der Altonaer Großen Freiheit zur Errichtung eines Gotteshauses zu. Der Name der Straße, deren erste Bebauung ab 1610 erfolgte, verweist auf das Programm der Glaubensfreiheit: die dänischen Könige erkannten die Vorteile, die sich ihnen boten, als sie in ihrer Stadt – im Gegensatz zum benachbarten Hamburg – Gewerbe- und Religionsfreiheit gestatteten. Dass sie hier Handwerkern und anderen Gewerbetreibenden auch ohne Mitgliedschaft in einer Zunft und vertriebenen Glaubensflüchtlingen eine Heimstatt und die Möglichkeit zur Arbeit gaben, erwies sich für die Entwicklung Altonas als glücklicher Umstand.
Die katholische Gemeinde war bereits im Jahr 1594 in der damaligen Grafschaft Pinneberg-Holstein gegründet worden und begann ab 1660 mit dem Bau einer Kapelle auf der Großen Freiheit. Diese erste Kirche wurde beim Altonaer Stadtbrand 1713 während des Großen Nordischen Krieges zerstört. Nun wurde es Zeit für die Errichtung eines großen neuen Kirchengebäudes, die Gemeindemitglieder und zahlreiche Geldspenden aus dem In- und Ausland schufen die finanziellen Grundlagen. Zunächst wurde das erhaltene Missionshaus notdürftig als Predigtstätte hergerichtet. Danach kaufte die Gemeinde Bauland in der Nachbarschaft und beauftragte einen Architekten mit der Erstellung von Bauplänen und der Bauleitung.
Am 21. Juni 1718 ließ der kaiserliche Gesandte des Heiligen Römischen Reichs in Hamburg, Graf Christoph Ernst Fuchs von Bimbach (1664–1719), den Grundstein legen.
Bis 1723 wurde der nun zweite katholische Kirchenbau errichtet, aber bereits 1721 erfolgte die Kirchweihe und der Barockbau wurde dem heiligen Joseph geweiht. Dieses Gotteshaus war die erste nach der Reformation errichtete katholische Kirche im nördlichen Mitteleuropa. Ihre Gemeinde ist die älteste katholische Gemeinde im heutigen Norddeutschland. Als Baumeister wird der aus Österreich stammende Architekt Melchior Tatz vermutet.
Genau nach 100 Jahren hatte der Kirchenvorstand erwogen, das Gebäude an anderer Stelle neu zu errichten, da der Kirchenbau „in dem am Übelsten beleumdeten Viertel der Stadt Altona, an der Straße Große Freiheit, […] nicht weit von den Sittenstraßen liegt. In den etwa 25 Vergnügungslokalen der nur 350 Meter langen Straße (Tanzlokale, Cafés, Hippodrom, offene Speisehalle, Gastwirtschaften) gibt sich ein vergnügungssüchtiges Publikum – besonders nächtliches – Stelldicheine, sodass ein nächtliches Straßengewoge vor der Kirche auf- und abgeht. Schutzleute mit geladener Pistole sorgen für Ordnung; des sonntags morgens kommen übernächtigte Gestalten unseren Kirchenbesuchern entgegen, diese z. T. belästigend. […] Das dieses eine für ein Gotteshaus unwürdige Lage ist, welche die Gemeindeinteressen schwer beschädigt, empfinden nicht nur die Katholiken. Benachbarte Gemeinden haben ihre in derselben Straße bzw. in einer Parallelstraße belegenen Kirchen verkauft und in besseren Stadtgegenden neuerbaut.“ Pfarrer Heinrich Hartong verschickte etliche Bettelbriefe mit den hier zitierten Hinweisen, um die erforderlichen rund 400.000 Mark zusammenzubekommen. Wie jedoch die Entwicklung zeigt, kam es nicht zu einer solchen Versetzung des Kirchengebäudes.

## Architektur

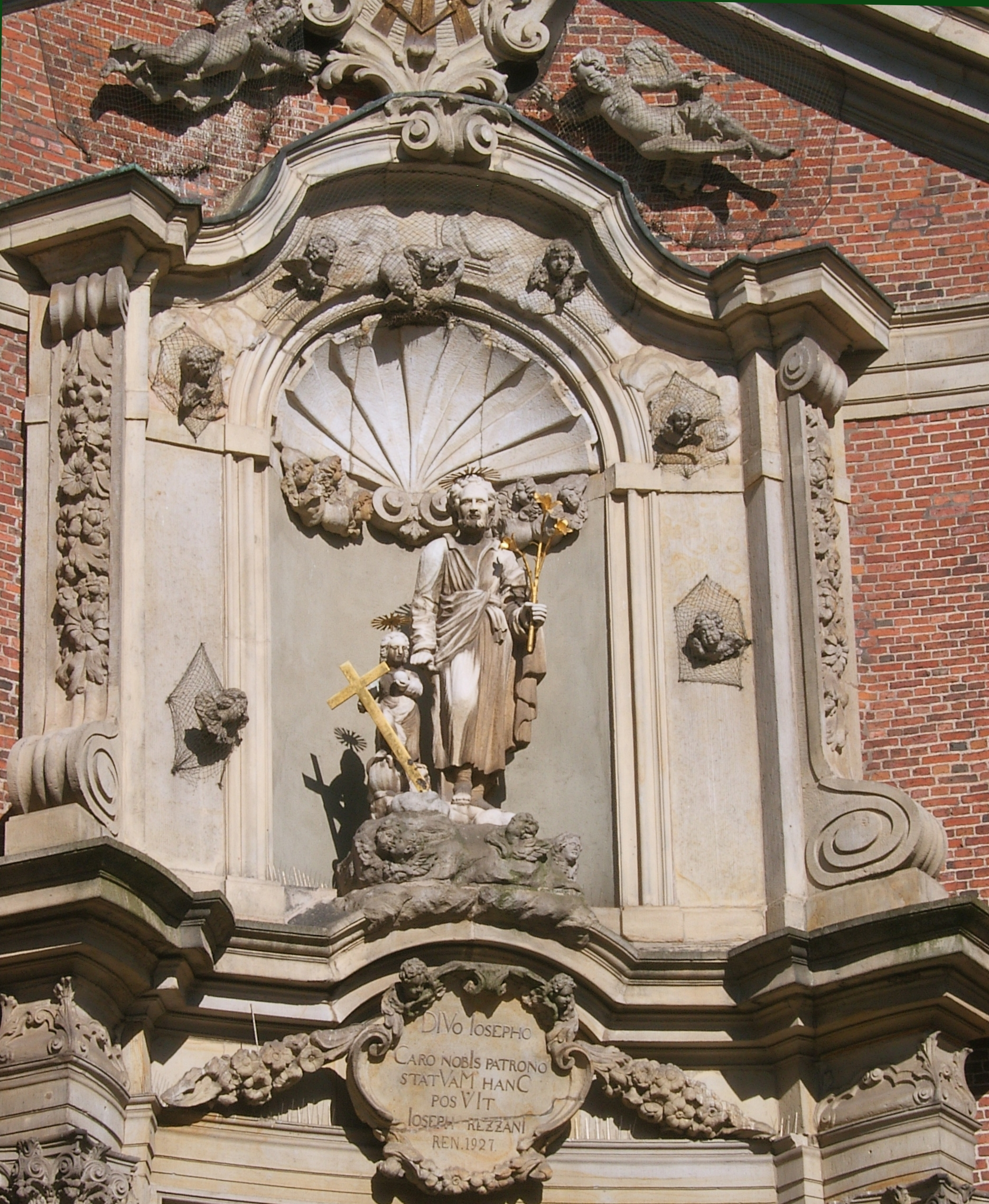
Über dem Portal:
Der Hl. Joseph mit dem Jesuskinde

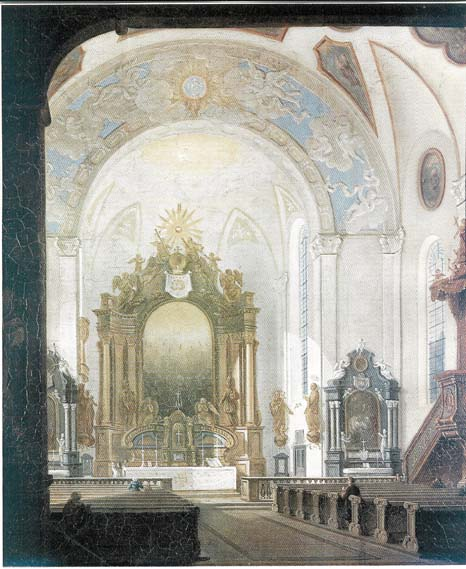
Kircheninneres vor der Zerstörung, 1850

Das turmlosen Kirchengebäude mit Vorplatz steht an der Straßenflucht eines Amüsierviertels und bildet mit dem Pastorat und weiteren Nebengebäuden ein geschlossenes bauliches Ensemble. Die Hamburger Schmuckstraße – bis in die 1930er Jahre Kern des sogenannten „Chinesenviertels“ – führt geradwinklig auf das Kirchenportal zu, so dass eine weitläufige Sichtachse von der dahinter liegenden Talstraße entsteht. Das Sichtmauerwerk des Kirchengebäudes wurde aus dunkelrotem Backsteinen gefertigt; das Portal der Saalbau besitzt eine verzierte Fassade in barockem Gewand mit Sandsteinschmuck, die epochentypischen Vorbildern folgt. Eine mächtige Skulptur – die Heiligenfigur des St. Joseph – thront zwischen zwei hohen Fenstern über dem Portal. Zusammen mit dem volutengeschmückten Giebel ist die Fassade eines der wichtigsten verbliebenen Zeugnisse der Barockarchitektur im Hamburger Stadtgebiet. Die Kirche im Inneren enthielt eine bedeutende Ausstattung, die jedoch zum großen Teil während des Zweiten Weltkrieges vernichtet wurde. Das nebenstehende Pfarrhaus errichtete Stadtbaumeister Claus Stallknecht (1681–1734) bis zum Jahr 1717.
Im Zuge des Wiederaufbaus in der Zeit bis 1955 erhielt das Dach eine Stahlträgerkonstruktion mit Dreieckbindern, an denen das flache Rabitz-Tonnengewölbe befestigt wurde. Die Statik der Empore wurde durch eine neue Stahlbetonkonstruktion verbessert. Kleine Rundöffnungen über den Segmentbogenfenstern lassen nun mehr Licht in das Kirchenschiff.

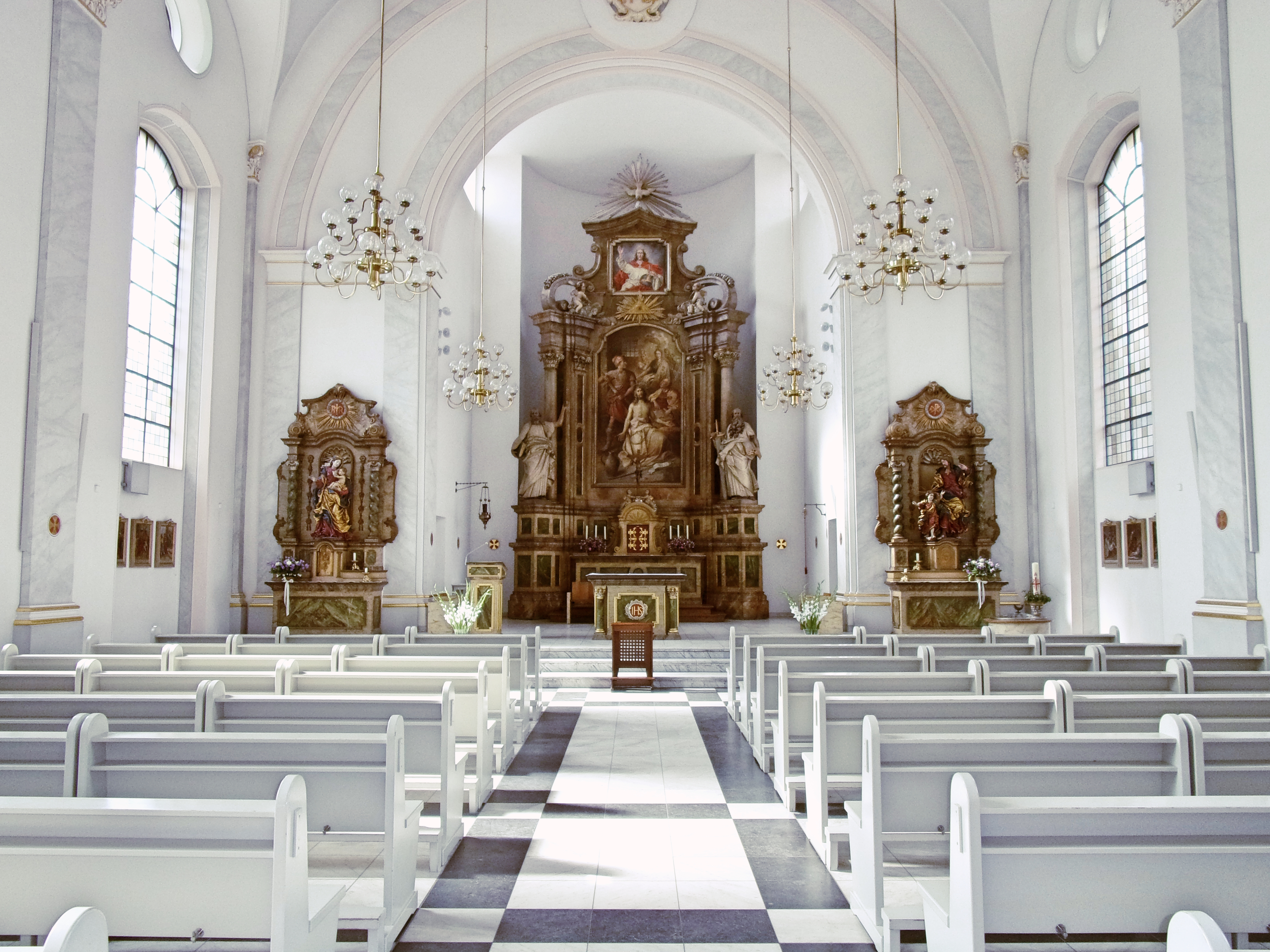
Innenraum heute

## Zerstörung und Wiederaufbau
Im Jahr 1938 wurde die Altonaer St.-Joseph-Kirche durch eine Grenzverschiebung aufgrund des Groß-Hamburg-Gesetzes zu einer Kirche im Hamburger Stadtteil St. Pauli. 1944 wurde das Gebäude bei wiederholten Bombenangriffen fast vollständig zerstört; der Innenraum brannte aus und das Dach stürzte ein, lediglich die Fassade blieb – wenn auch schwer beschädigt – stehen.
Der Wiederaufbau erfolgte in den Jahren 1953–1955 unter der Leitung des Architekten Georg Wellhausen (1898–1987) und kostete 437.000 DM. Weitere Ausgaben entstanden durch die Restaurierung des Kirchengestühls, der Kreuzwegstationen und der Wandbilder sowie den Ankauf einer Orgel von der evangelischen Kreuzkirchengemeinde im nahen Ottensen und deren nachfolgender Restaurierung. Zu diesem Zeitpunkt wurde lediglich die Schauseite zur Großen Freiheit restauriert bzw. instand gesetzt, das Kirchengebäude erfuhr einen zeitgemäßen Wiederaufbau im Stil der Klassischen Moderne. Die Wiedereinweihung erfolgte am 11. Dezember 1955 mit einer Messe durch den Hamburger Weihbischof Johannes von Rudloff (1897–1978). Die Orgelweihe fand am 19. Dezember 1956 statt. Das angeschlossene Turm-Glockenspiel erklang erstmals am 19. Dezember 1961.
Zwischen 1969 und 1971 ließ die St.-Joseph-Gemeinde ein neues Gemeindehaus im schlichten Baustil errichten. Die in den 1950er Jahren installierte gebrauchte Orgel blieb nicht lange spielfähig, so dass bei der Firma Becker ein neues Instrument in Auftrag gegeben wurde. Diese Orgel konnte am 20. April 1969 eingeweiht werden.
In den Jahren 1977 bis 1979 wurde unter der Leitung des Hamburger Architekten Jörn Rau eine Rebarockisierung des Kircheninneren vorgenommen, die das Ziel hatte, den ursprünglich festlichen Zustand wieder hervorzuheben. Nach Abschluss der Umbauarbeiten fand ein feierliches Pontifikalamt statt. Seit den letzten Änderungen im Kircheninneren in den Jahren 1993/1994 wird das Innere der Kirche wieder vom großen Hauptaltar dominiert, der mit beiden Seitenaltären und den dezenten Farben Wandfarben der früheren Raumwirkung näherkommt.

## Gegenwart

### Lagebeschreibung und Nutzung

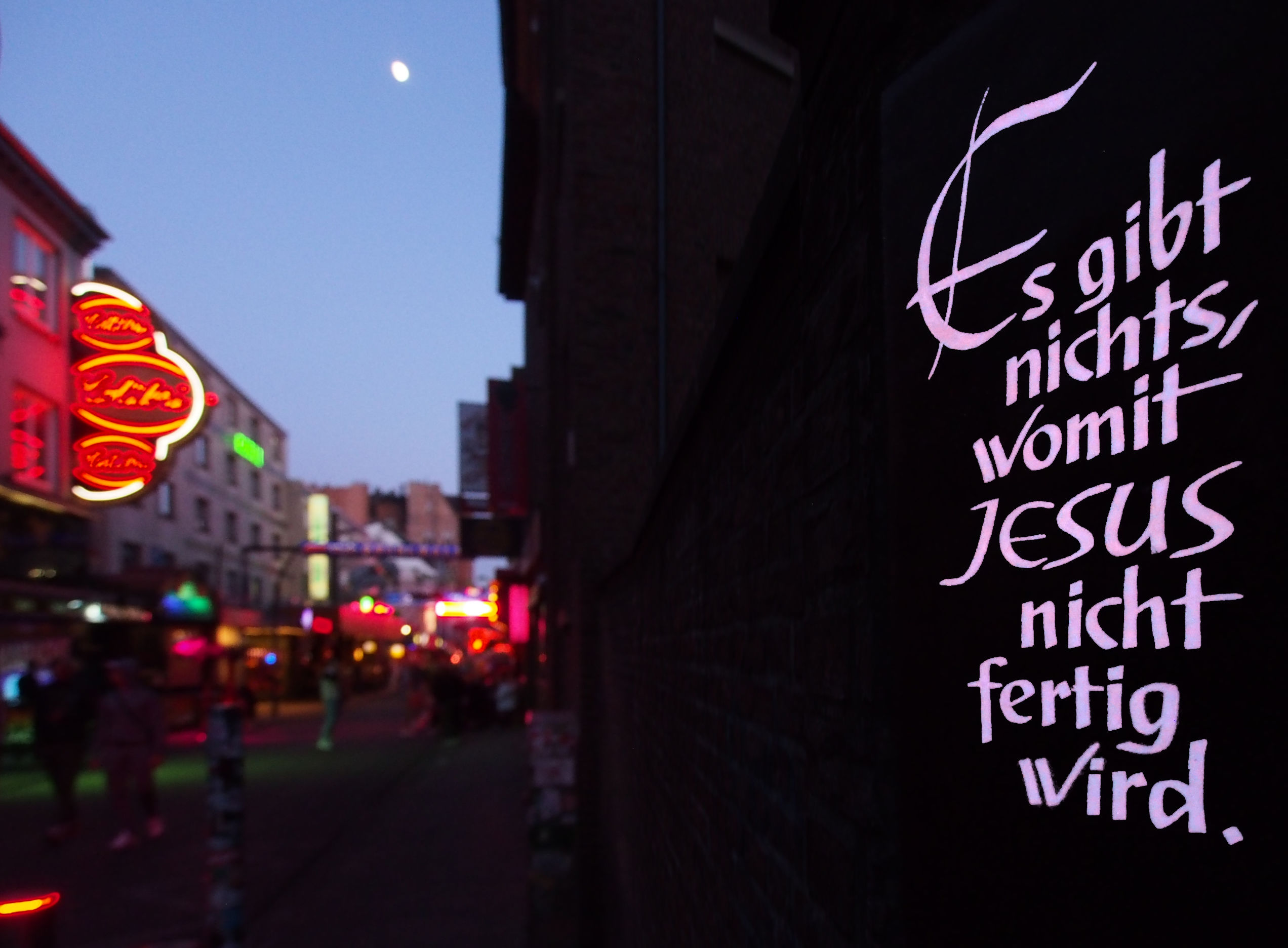
Tafel an der Mauer neben dem Eingangstor

Die St.-Joseph-Kirche steht an der Großen Freiheit, am Rande des Hamburger Vergnügungsviertel im Stadtteil St. Pauli. Sie ist von Nachtclubs, Bordellen, Straßenprostitution und Fastfoodrestaurents umgeben, nur noch wenig erinnert an die alte Vorkriegsbebauung und an das weltoffene, beschauliche Altona von damals. Die Große Freiheit, an der früher auch die örtlichen Mennoniten eine Kirche besaßen und die unweit der alten jüdischen Friedhöfe liegt, ist heute ein Mittelpunkt des Hamburger Rotlichtmilieus.
Direkt an der Ostseite des Kirchengebäudes sind drei Glocken abgestellt.
Die St.-Joseph-Kirche bildet mit der sich im Altonaer Dohrnweg befindenden Kirche St. Theresien eine katholische Kirchengemeinde. Sie ist außerdem Heimat der Polnischen Katholischen Mission in Hamburg, deren Landsleute die Gottesdienste in polnischer Sprache hoch frequentieren.

### Orgeln
Die große Orgel von Klaus Becker aus dem Jahr 1969 befindet sich auf der oberen der beiden übereinander liegenden Emporen. Auf dem barock intonierten Instrument stehen auf drei Manualen und Pedal insgesamt 33 klingende Register zur Verfügung.
In einer Kammer in der zweiten Etage steht der Spieltisch für das Glockenspiel mit inzwischen 25 Glocken, gefertigt von einer holländischen Firma.
Auf der unteren Empore ist eine weitere kleine Orgel installiert, die aus der Werkstatt des Orgelbauers Becker stammt und bereits im Jahr 1963 in die St. Josephkirche installiert wurde. Sie ist ein Orgelpositiv mit 5 Registern ohne Pedal.
Disposition der großen Orgel
| I Rückpositiv C–f3 |    |
| Koppelflöte        | 8′ |
| Quintade           | 8′ |
| Prinzipal          | 4′ |
| Spitzflöte         | 4′ |
| Nachthorn          | 2′ |
| Oktave             | 1′ |
| Sesquialter II     |    |
| Scharf III         | 1′ |
| Krummhorn          | 8′ |
| Tremulant          |    |

| II Hauptwerk C–f3    |        |
| Pommer               | 16′    |
| Prinzipal            | 8′     |
| Rohrflöte            | 8′     |
| Oktave               | 4′     |
| Gedackt              | 4′     |
| Nasat                | 2 ⁄3′  |
| Gemshorn             | 2′     |
| Terz                 | 1 3⁄5′ |
| Mixtur V             | 1 ⁄3′  |
| Fagott               | 16′    |
| (Spanische) Trompete | 8′     |

| III Brustwerk (schwellbar) C–f3 |       |
| Gedackt                         | 8′    |
| Rohrflöte                       | 4′    |
| Prinzipal                       | 2′    |
| Nasat                           | 1 ⁄3′ |
| Zimbel II                       | 1⁄2′  |
| Regal                           | 8′    |
| Tremolant                       |       |

| Pedal C–f1 |     |
| Subbass    | 16′ |
| Prinzipal  | 8′  |
| Gedackt    | 8′  |
| Choralbass | 4′  |
| Mixtur IV  | 2′  |
| Posaune    | 16′ |
| Trompete   | 8′  |

- Koppeln: I/II, III/II, I/P, II/P (sowohl als Registerzüge als auch als Fußtritte)
- Spielhilfen: 4 freie Kombinationen (als Fußtritte)

### Besondere Ausstattungen
- In der St.-Joseph-Kirche befindet sich das einzige erhaltene Beinhaus Hamburgs. Eine Besichtigung ist möglich.[5]
- Seit dem 9. Januar 2017 ist im Kirchenraum ein Bilderzyklus des deutschen Musikers und Zeichenkünstlers Udo Lindenberg (* 1946) zu sehen, welcher die 10 Gebote darstellt. Die Werke entstanden im Jahr 2002 in einer speziellen Likörell-Technik, bei dem Lindenberg tatsächlich Eierlikör verwendete. Nach Einschätzung des Pfarrers der Gemeinde, Karl Schultz, „geht ein Lebenstraum in Erfüllung. Angesichts der ,lebenszerstörenden Tendenzen unserer Zeit’ versuche Lindenberg, in humoriger Art die zehn Gebote so zu interpretieren, dass sie nicht als ,moralische Zwangsjacke’, sondern als ,Grenzsteine der großen Freiheit’ empfunden werden.“[6]

## Krypta
Unter dem Kirchenraum befindet sich ein ehemaliger Begräbnisplatz. Die Gruft war Bestattungsort Altonaer Katholiken, die bis ins 17. Jahrhundert über keinen eigenen Friedhof verfügten. Der Gruftraum wurde mehrfach verwüstet, zuletzt in der Zeit des Zweiten Weltkriegs. Heute befindet sich hier ein „Beinhaus“, welches bei Kirchenführungen als Teil der Hamburger Museumslandschaft besichtigt werden kann.
Zwischen 1719 und 1868 erfolgten in der Krypta des Gotteshauses fast 300 Beilegungen. Neben den unter Pfarrer Genannten sind auch der Grundsteinleger zu nennen sowie weitere hochrangige Persönlichkeiten wie:
- Theodora Gräfin von Jacobsberg (30. Juli 1692 – 9. September 1719), Ehefrau des kurz zuvor so in den Grafenstand erhobenen schwedischen Feldmarschalls Carl Gustav von Dücker.
- César Claude Rainville (1767–1845), ehemaliger Adjutant des Generals Charles-François Dumouriez,
- Clemens August Graf von Kurtzrock (1745–1822), fürstlicher Thurn und Taxischer Oberpostdirektor
- Louise Augustine Salbigothon Crozat de Thiers (1733–1813), zweite Ehefrau des französischen Feldmarschalls Victor-François de Broglie.

Nachdem im Zweiten Weltkrieg, am 28. Juli 1944, eine Luftmine die Kirche bis auf die Fassade zerstört hatte (siehe oben), wurden alle verbliebenen Toten vom St.-Joseph-Kirchhof auf den Ohlsdorfer Friedhof umgebettet. Die Krypta mit den durch Vandalismus verstreuten Gebeinen wurde später vermauert. Seit den 2010er Jahren wurde hier eine Revision durchgeführt, d. h. dort befindet sich heute ein öffentlich zugängliches Beinhaus.

## Kirchenfriedhof
Bis 1871 sind alle verstorbenen Gemeindemitglieder auf dem nebenliegenden St.-Joseph-Kirchhof bestattet worden, einige Grabsteine blieben erhalten. Seit dem Jahr 1874 nutzt die St.-Joseph-Gemeinde Teilflächen des Evangelischen Friedhofs Diebsteich in Hamburg-Bahrenfeld für ihre Begräbnisse.

## Pfarrer

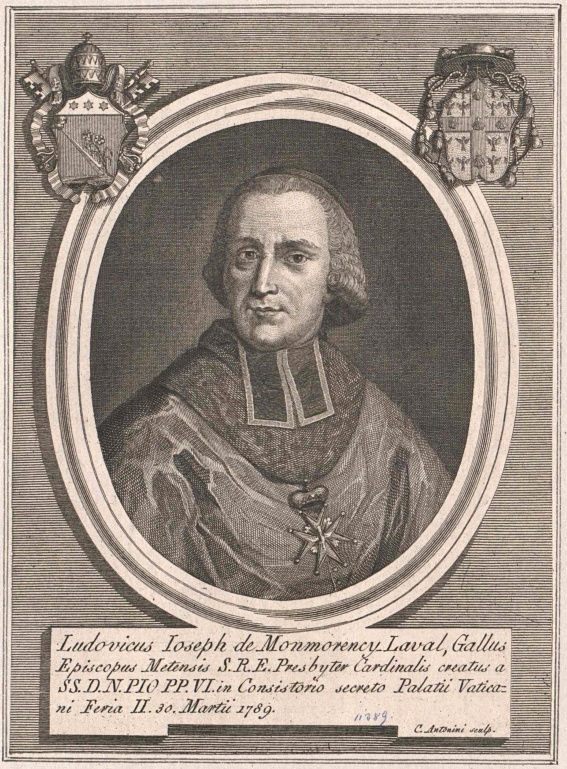
Kardinal Louis-Joseph de Montmorency-Laval; er wirkte 12 Jahre als Seelsorger an der St.-Joseph-Kirche

- Von 1796 bis zu seinem Tode im Jahre 1808 wirkte an der St.-Joseph-Kirche der im Exil lebende Bischof von Metz, Kardinal Louis-Joseph de Montmorency-Laval (1724–1808), der auch in Altona starb und in der Krypta des Gotteshauses beigesetzt wurde. Er zelebrierte zu Lebzeiten dort regelmäßig die Heilige Messe, wobei als sein Ministrant ein Aloys Kleyser genannt wird, der eine Schlaf- und Schankwirtschaft auf der Großen Freiheit besaß. Zeitzeugen berichten außerdem davon, dass der Kardinal sehr wohltätig war, in einem roten Rock durch die Straßen lief und den Kindern gelegentlich Geld zuwarf. 1900 überführte man seine sterblichen Überreste in die Kathedrale von Metz.[7]

Bischof Montmorency-Laval befand sich in Begleitung seiner Verwandten Magdaleine Susanne de Paulmy d’Argenson, geborene Herzogin von Montmorency-Luxembourg (1751–1813), ehemalige Hofdame der hingerichteten Königin Marie-Antoinette von Frankreich. Sie führte den Haushalt des Kardinals, starb am 22. Februar 1813 und wurde ebenfalls in der Gruft von St. Joseph beigesetzt.
- Joseph Versen (1768–1831)
- Johannes M. Bernhard Bertelt (1804–1835)[1]
- Albert Mackels (1912–2005)[9][10]

Eine umfassendere, aber nicht komplette Übersicht der Priester, die in St. Joseph bis 1991 gewirkt haben, befindet sich in der Festschrift zur 400-Jahr-Feier der Gemeinde.

## In den Medien
1970 war die Kirche der Hauptdrehort des Filmes Der Pfarrer von St. Pauli mit dem Schauspieler Curd Jürgens (1915–1982) in der Hauptrolle. Auch für die Fernsehserie Großstadtrevier wird häufig vor dieser Kulisse gedreht.